# HMS Strongbow (P235)
Le HMS Strongbow  (Pennant number : P238) est un sous-marin britannique de classe S du troisième lot, construit pour la Royal Navy pendant la Seconde Guerre mondiale. Il faisait partie des unités construites entre 1941 et 1944 par les Britanniques pour des opérations offensives. Il a survécu à la guerre et a été démoli en 1946.

## Conception
Les sous-marins de la classe S ont été conçus pour patrouiller dans les eaux resserrées de la mer du Nord et de la mer Méditerranée. Les navires du troisième lot étaient légèrement agrandis et améliorés par rapport à ceux du deuxième lot. Ils avaient une coque plus solide, transportaient plus de carburant, et leur armement était modernisé.

Schéma d'un sous-marin de classe S.

Ces sous-marins avaient une longueur hors tout de 66,1 mètres (217 pieds), une largeur de 7,2 m (23 pieds 9 pouces) et un tirant d'eau de 4,5 m (14 pieds 8 pouces). Leur déplacement était de 879 tonnes en surface et 1 006 tonnes en immersion . Les sous-marins de la classe S avaient un équipage de 48 officiers et matelots. Ils pouvaient plonger jusqu'à la profondeur de 91,4 m (300 pieds) .
Pour la navigation en surface, ces navires étaient propulsés par deux moteurs Diesel de 950 ch (708 kW), chacun entraînant un arbre et une hélice distincte. En immersion, les hélices étaient entraînées par un moteur électrique de 650 ch (485 kW). Ils pouvaient atteindre 15 nœuds (28 km/h) en surface et 10 nœuds (19 km/h) en plongée . En surface, les sous-marins du troisième lot avaient une autonomie en surface de 6 000 milles marins (11 000 km) à 10 nœuds (19 km/h), et en plongée de 120 milles (220 km) à 3 nœuds (5,6 km/h).
Ces navires étaient armés de sept tubes lance-torpilles de 21 pouces (533 mm) dont six à la proue et un tube externe à la poupe. Ils transportaient six torpilles de recharge pour les tubes d’étrave, pour un total de treize torpilles. Douze mines pouvaient être transportées à la place des torpilles intérieurement arrimées. Les navires étaient aussi également armés d'un canon de pont de 3 pouces (76 mm).
Les navires du troisième lot de la classe S étaient équipés d’un système ASDIC de type 129AR ou 138 et d’un radar d’alerte avancée de type 291 ou 291W .

## Engagements
Le HMS Strongbow a été construit par le chantier naval Scotts Shipbuilding and Engineering Company à Greenock, et lancé le 30 août 1943. Il a passé la plus grande partie de la Seconde Guerre mondiale dans l’océan Pacifique et en Extrême-Orient, où il a coulé le petit cargo de l’armée japonaise Toso Maru No.1, le cargo marchand japonais Manryo Maru, quatre voiliers japonais, un remorqueur japonais et une barge japonaise, trois petits navires japonais non identifiés, trois voiliers siamois et six autres petits navires siamois/japonais.
Le Strongbow a été détecté en surface au large de Port Swettenham, en Malaisie, le 13 janvier 1945. Des escorteurs japonais, le mouilleur de mines Hatsutaka, le chasseur de sous-marins CH-9, le chasseur auxiliaire CHa-41 et un autre navire arrivèrent bientôt pour l’attaquer. Le Strongbow a réussi à s’échapper, après avoir subi 14 heures d’attaque à coups de charges de profondeur. Il a subi de tels dommages qu’il a été rendu inapte à servir davantage. Il a été désarmé à Falmouth en juin 1945 et démoli à Preston (Lancashire) en avril 1946 .